# Renata Soñé
Renata de Jesús Soñé Savery (Manhattan, 6 de agosto de 1982) es una modelo dominico-estadounidense quien fue la Miss República Dominicana Universo 2005.
Compitió en el concurso de Miss Universo 2005 en Bangkok, Tailandia, el 31 de mayo de 2005. También incursionó como actriz y conductora de televisión.

## Primeros años y carrera
Soñé nació en Manhattan, Nueva York. A los seis meses de edad, Soñé es trasladada a Santo Domingo donde sus abuelos paternos tras la muerte de su madre. Ella se graduó de psicología clínica antes de participar en el certamen de Miss República Dominicana. Soñé ganó el título, en representación del Distrito Nacional.
Pasó a competir en el certamen Miss Universo 2005 donde terminó como segunda finalista después de Natalie Glebova de Canadá. Soñé aparece en el libro "Belleza Universal" de la Organización de Miss Universo como la concursante con el mejor cuerpo en la historia del certamen.
Antes de ganar el título nacional,  fue modelo profesional, apareciendo en varias revistas de moda Dominicana. Soñé desde entonces es la cara oficial de los productos Pantene, Avon,y el producto dietético Esbelle . También hizo su debut en la película dominicana Un macho de mujer (2006), con las actuaciones de Roberto Ángel Salcedo y el presentador  venezolano de Daniel Sarcos.
En 2008 condujo un programa de televisión Cupido, el mismo salió del aire en 2008. Desde 2009 se desempeña como coconductora del programa meridiano Todo Bien junto al presentador Luis Manuel Aguiló, el cual es transmitido por Antena Latina.
A su vez, Soñé conduce un programa radial "Renata Soñé por la 91" todos los domingos por la estación 91.3 fm
Soñé regresara a la pantalla grande, protagonizando el film "Intercambio", una coproducción de Viralfilms y AlfaFilms en la Primavera del 2011 en la cual interpretara a una detective llamada "Ximena Salva".

## Negocios
La modelo incursionó en el mundo empresarial cuando lanzó una línea exclusiva de lentes de sol Renata Soñé Eyewear en el 2006, la cual se vende en establecimientos de alto perfil en República Dominicana.

## Vida personal
Soñé se casó el 14 de junio de 2006 en una lujosa villa de La Romana con el ejecutivo Eduardo Guerra Gutiérrez. La pareja tiene dos hijos, Ignacio de Jesús (2006) y Rodrigo Antonio (2011).